# Pteronymia teresita
Pteronymia teresita är en fjärilsart som beskrevs av William Chapman Hewitson 1863. Pteronymia teresita ingår i släktet Pteronymia och familjen praktfjärilar. Inga underarter finns listade.

## Bildgalleri

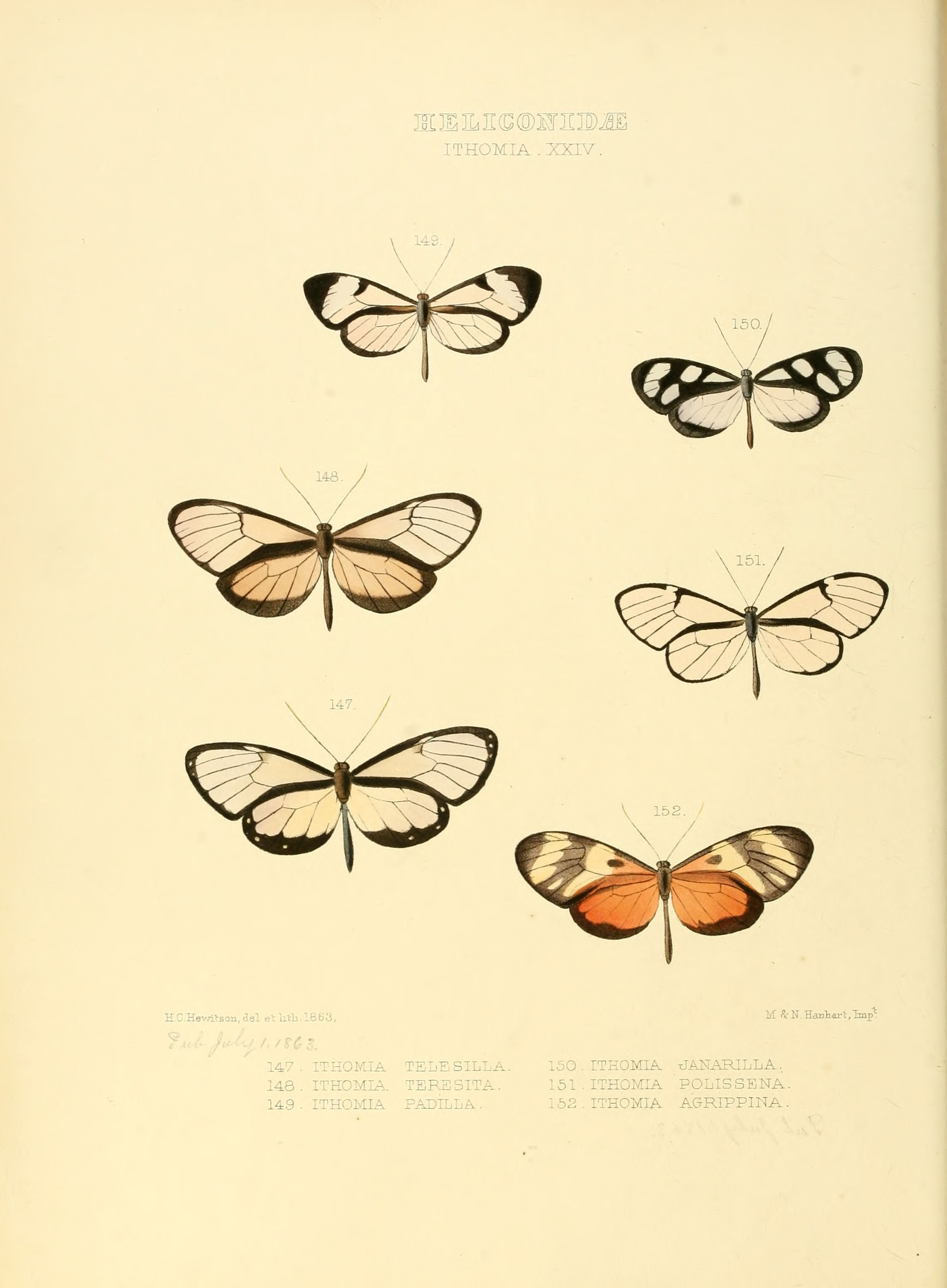
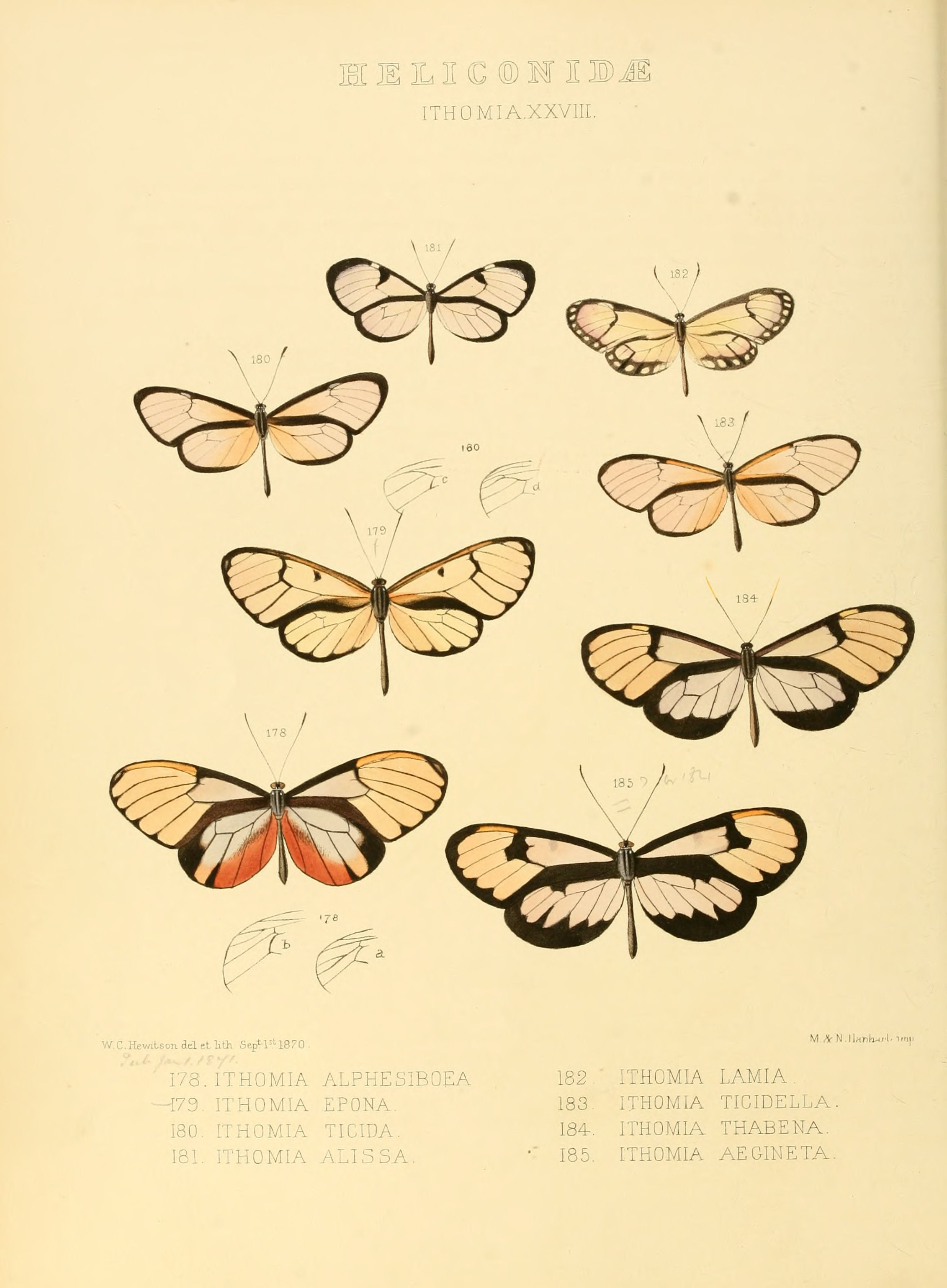